# Dubowa (przystanek kolejowy)
Dubowa (ukr. Дубова) – przystanek kolejowy w miejscowości Dubowa, w rejonie kowelskim, w obwodzie wołyńskim, na Ukrainie. Dawniej stacja kolejowa.